# Lista najstarszych mężczyzn w Europie
Lista najstarszych zweryfikowanych mężczyzn w historii Europy (powyżej 110 lat) według Gerontologicznej Grupy Badawczej (stan potwierdzony na 28 grudnia 2020). Dodano badane oraz kwestionowane przypadki (wyłączone z numeracji).
     wiek zweryfikowany
     wiek niezweryfikowany lub badany
     wątpliwości co do osiągniętego wieku
| Poz. | Imię i nazwisko               | Data urodzenia       | Data śmierci         | Wiek            | Kraj            |
| ---- | ----------------------------- | -------------------- | -------------------- | --------------- | --------------- |
| 1    | Joan Riudavets Moll           | 15 grudnia 1889      | 5 marca 2004         | 114 lat 81 dni  | Hiszpania       |
| 2    | Francisco Núñez Olivera       | 13 grudnia 1904      | 29 stycznia 2018     | 113 lat 47 dni  | Hiszpania       |
| 3    | Henry W. Allingham            | 6 czerwca 1896       | 18 lipca 2009        | 113 lat 42 dni  | Wielka Brytania |
| 4    | Antonio Todde                 | 22 stycznia 1889     | 3 stycznia 2002      | 112 lat 346 dni | Włochy          |
| 5    | Saturnino de la Fuente García | 8 lutego 1909        | 18 stycznia 2022     | 112 lat 344 dni | Hiszpania       |
| 5    | John Evans                    | 19 sierpnia 1877     | 10 czerwca 1990      | 112 lat 295 dni | Wielka Brytania |
| 6    | Josep Armengol Jover          | 23 lipca 1881        | 20 stycznia 1994     | 112 lat 181 dni | Hiszpania       |
| 7    | Giovanni Frau                 | 29 grudnia 1890      | 19 czerwca 2003      | 112 lat 172 dni | Włochy          |
| 8    | Augusto Moreira de Oliveira   | 6 października 1896  | 13 lutego 2009       | 112 lat 130 dni | Portugalia      |
| 9    | Robert Weighton               | 29 marca 1908        | 28 maja 2020         | 112 lat 60 dni  | Wielka Brytania |
| 10   | Arturo Licata                 | 2 maja 1902          | 24 kwietnia 2014     | 111 lat 357 dni | Włochy          |
| 11   | Stanisław Kowalski            | 14 kwietnia 1910     | 5 kwietnia 2022      | 111 lat 356 dni | Polska          |
| 12   | Maurice Noël Floquet          | 25 grudnia 1894      | 10 listopada 2006    | 111 lat 320 dni | Francja         |
|      | Valerio Piroddi               | 13 listopada 1905    | 18 września 2017     | 111 lat 309 dni | Włochy          |
| 13   | John Mosley Turner            | 15 czerwca 1856      | 21 marca 1968        | 111 lat 280 dni | Wielka Brytania |
| 14   | Hermann Dörnemann             | 27 maja 1893         | 2 marca 2005         | 111 lat 279 dni | Niemcy          |
| 15   | Antonio Urrea-Hernández       | 18 lutego 1888       | 15 listopada 1999    | 111 lat 270 dni | Hiszpania       |
| 16   | Jan Machiel Reyskens          | 11 maja 1878         | 7 stycznia 1990      | 111 lat 241 dni | Holandia        |
| 17   | Jesus Mosteo Perez            | 1 stycznia 1908      | 28 sierpnia 2019     | 111 lat 239 dni | Hiszpania       |
| 16   | Dumitru Comanescu             | 8 listopada 1908     | 27 czerwca 2020      | 111 lat 232 dni | Rumunia         |
| 17   | Roger Auvin                   | 20 marca 1908        | 13 października 2019 | 111 lat 207 dni | Francja         |
| 18   | Herman Smith-Johannsen        | 15 czerwca 1875      | 5 stycznia 1987      | 111 lat 204 dni | Norwegia        |
| 19   | Albano Ferreira Andrade       | 14 grudnia 1909      | 29 czerwca 2021      | 111 lat 197 dni | Portugalia      |
| 20   | António Fernandes de Castro   | 6 stycznia 1898      | 22 czerwca 2009      | 111 lat 167 dni | Portugalia      |
| 21   | Jan Pieter Bos                | 12 lipca 1891        | 15 grudnia 2002      | 111 lat 156 dni | Holandia        |
| 22   | Emile Fourcade                | 29 lipca 1884        | 29 grudnia 1995      | 111 lat 153 dni | Francja         |
| 23   | Aarne Arvonen                 | 4 sierpnia 1897      | 1 stycznia 2009      | 111 lat 150 dni | Finlandia       |
| 24   | Jan Goossenaerts              | 30 października 1900 | 21 marca 2012        | 111 lat 143 dni | Belgia          |
| 25   | Jerzy Pajączkowski-Dydyński   | 19 lipca 1894        | 6 grudnia 2005       | 111 lat 140 dni | Wielka Brytania |
| 26   | Karl Artur Mattsson           | 7 marca 1908         | 24 lipca 2019        | 111 lat 139 dni | Szwecja         |
| 27   | Harold Lauter Bracher         | 30 listopada 1904    | 13 kwietnia 2016     | 111 lat 135 dni | Wielka Brytania |
| 28   | Anders Engberg                | 1 lipca 1892         | 6 listopada 2003     | 111 lat 128 dni | Szwecja         |
| 29   | Alfred Smith                  | 29 marca 1908        | 4 sierpnia 2019      | lat 128 dni     | Wielka Brytania |
| 30   | Alejandro Rivera-Santalla     | 28 sierpnia 1888     | 22 listopada 1999    | 111 lat 86 dni  | Hiszpania       |
| 31   | Frank Simes                   | 10 lipca 1905        | 18 września 2016     | 111 lat 70 dni  | Wielka Brytania |
| 32   | Antonio Baldo                 | 6 lipca 1887         | 28 sierpnia 1998     | 111 lat 53 dni  | Włochy          |
| 33   | Francisco Fernández           | 24 lipca 1901        | 7 września 2012      | 111 lat 45 dni  | Hiszpania       |
| 34   | Joseph Rabenda                | 10 stycznia 1892     | 19 lutego 2003       | 111 lat 40 dni  | Francja         |
| 35   | Harry Patch                   | 17 czerwca 1898      | 25 lipca 2009        | 111 lat 38 dni  | Wielka Brytania |
| 36   | Giovanni Ligato               | 18 lutego 1901       | 2 marca 2012         | 111 lat 13 dni  | Włochy          |
| 37   | Domenico Minervino            | 10 maja 1880         | 22 maja 1991         | 111 lat 12 dni  | Włochy          |
| 38   | Valentino Stella              | 2 stycznia 1886      | 1 stycznia 1997      | 110 lat 364 dni | Włochy          |
| 39   | Joaqim Ilas Ilas              | 26 lipca 1909        | 13 lipca 2020        | 110 lat 353 dni | Hiszpania       |
| 40   | Leopold Vietoris              | 4 czerwca 1891       | 9 kwietnia 2002      | 110 lat 309 dni | Austria         |
| 41   | Galo Leoz Ortín               | 22 kwietnia 1879     | 23 stycznia 1990     | 110 lat 276 dni | Hiszpania       |
| 42   | A.L.M.                        | 11 kwietnia 1879     | 1 stycznia 1990      | 110 lat 265 dni | Hiszpania       |
| 43   | Gregorio Merino Calvo         | 24 grudnia 1886      | 9 września 1997      | 110 lat 259 dni | Hiszpania       |
| 44   | Henri Pérignon                | 14 października 1879 | 18 czerwca 1990      | 110 lat 247 dni | Francja         |
| 45   | Alexis Daigneau               | 4 sierpnia 1890      | 3 kwietnia 2001      | 110 lat 242 dni | Francja         |
| 46   | Aurelio Diaz Campillo         | 16 października 1878 | 13 czerwca 1989      | 110 lat 240 dni | Hiszpania       |
| 47   | Rezső Gallai                  | 29 stycznia 1904     | 25 września 2014     | 110 lat 239 dni | Węgry           |
| 48   | Nikolaj Dragoš                | 27 sierpnia 1907     | 31 marca 2018        | 110 lat 216 dni | Słowenia        |
| 49   | Bernard Delhom                | 9 lipca 1885         | 7 lutego 1996        | 110 lat 213 dni | Francja         |
| 50   | Friedrich Wedeking            | 10 października 1862 | 5 maja 1973          | 110 lat 207 dni | Niemcy          |
| 51   | Giuseppe Mirabella            | 6 września 1901      | 30 marca 2012        | 110 lat 206 dni | Włochy          |
| 52   | Aimé Avignon                  | 2 lutego 1897        | 25 sierpnia 2007     | 110 lat 202 dni | Francja         |
| 53   | Arno Wagner                   | 4 czerwca 1894       | 22 grudnia 2004      | 110 lat 201 dni | Niemcy          |
| 54   | Olav Hovatn                   | 23 października 1892 | 26 kwietnia 2003     | 110 lat 185 dni | Norwegia        |
| 55   | Józef Szuchar                 | 16 lutego 1857       | 11 sierpnia 1967     | 110 lat 176 dni | Czechosłowacja  |
| 56   | Stanley Lucas                 | 15 stycznia 1900     | 21 czerwca 2010      | 110 lat 157 dni | Wielka Brytania |
| 57   | Geert Adriaans Boomgaard      | 21 września 1788     | 3 lutego 1899        | 110 lat 135 dni | Holandia        |
| 58   | Jean Teillet                  | 6 listopada 1866     | 17 marca 1977        | 110 lat 131 dni | Francja         |
| 59   | Pasquale Frasconi             | 12 listopada 1893    | 15 marca 2004        | 110 lat 125 dni | Włochy          |
| 60   | Alfredo Raneri                | 8 grudnia 1891       | 1 kwietnia 2002      | 110 lat 114 dni | Włochy          |
| 61   | Cornelis Geurtz               | 4 maja 1902          | 21 sierpnia 2012     | 110 lat 109 dni | Holandia        |
| 62   | Andrei Kuznetsoff             | 17 października 1873 | 31 stycznia 1984     | 110 lat 106 dni | Finlandia       |
| 63   | Louis de Cazenave             | 16 października 1897 | 20 stycznia 2008     | 110 lat 96 dni  | Francja         |
| 63   | Lazare Ponticelli             | 7 grudnia 1897       | 12 marca 2008        | 110 lat 96 dni  | Francja         |

## Emigranci
| Miejsce | Imię i nazwisko     | Data urodzenia       | Data śmierci     | Wiek            | Kraj     |
| ------- | ------------------- | -------------------- | ---------------- | --------------- | -------- |
| 1       | Christian Mortensen | 16 sierpnia 1882     | 25 kwietnia 1998 | 115 lat 252 dni | Dania    |
| 2       | Jisra'el Kristal    | 15 sierpnia 1903     | 17 lipca 2017    | 113 lat 330 dni | Polska   |
| 3       | Antonio Pierro      | 22 lutego 1896       | 8 lutego 2007    | 110 lat 351 dni | Włochy   |
| 4       | Carl Berner         | 27 stycznia 1902     | 7 stycznia 2013  | 110 lat 346 dni | Niemcy   |
| 5       | Gregory Pandazes    | 15 stycznia 1873     | 22 grudnia 1983  | 110 lat 341 dni | Grecja   |
| 6       | Nels Berger         | 20 października 1885 | 22 września 1996 | 110 lat 338 dni | Norwegia |
| 6       | Conrad Johnson      | 19 stycznia 1904     | 23 grudnia 2014  | 110 lat 338 dni | Szwecja  |
| 7       | Vincenzo Izzillo    | 29 lipca 1883        | 23 stycznia 1994 | 110 lat 154 dni | Włochy   |
| 8       | Salvatore Fiore     | 10 września 1888     | 11 lutego 1999   | 110 lat 154 dni | Włochy   |
| 9       | John Mauch          | 24 grudnia 1888      | 7 marca 1999     | 110 lat 73 dni  | Niemcy   |